# إعراب القرآن (ابن سيده)
إعراب القرآن لابن سيده، هو كتاب ألفه أبو الحسن علي بن إسماعيل بن سيده المتوفى بالأندلس سنة 458هـ، وهو مختص بإعراب آيات القرآن وذكر الأقوال اللغوية المختلفة، والقراءات القرآنية المتعددة.
وشمل الكتاب إعراب سور القرآن الكريم كاملة ابتداء من الفاتحة حتى الناس، وذكر فيه المؤلف عدد الآيات ومكان نزول السورة قبل البدء بالإعراب، كما ذكر القراءات المختلفة في الآية، منها على سبيل المثال عند قوله تعالى: {مَالِكِ يَوْمِ الدِّينِ (4)} [الفاتحة: 4] «قرأ مالك على وزن فاعل بالخفض، عاصم، والكسائي، وخلف في اختياره، ويعقوب، وهي قراءة العشرة إلا طلحة، والزبير، وقراءة كثير من الصحابة».
و تنبع أهمية الكتاب ومكانته من كون مؤلفه أحد أعلام اللغة العربية، كما يتميز الكتاب بوجود الأقوال والقراءات المتعددة في الآية الواحدة، وإن كان هذا ليس منهجاً شاملاً في كل الكتاب، إلا أنها تظل مزية كبيرة له، باعتباره جامعاً بين القراءات واللغة العربية، وهذا عائد إلى اهتمام المؤلف بمجال اللغة بشكل عام.

## منهج المؤلف
- شمل الإعراب سور القرآن الكريم كاملة ابتداء من الفاتحة حتى الناس.
- يذكر عدد الآيات ومكان نزول السورة قبل البدء بالإعراب.
- يذكر القراءات المختلفة في الآية منها على سبيل المثال قوله عند تعالى: {مَالِكِ يَوْمِ الدِّينِ (4)} [الفاتحة: 4] «قرأ مالك على وزن فاعل بالخفض، عاصم، والكسائي، وخلف في اختياره، ويعقوب، وهي قراءة العشرة إلا طلحة، والزبير، وقراءة كثير من الصحابة».[1]
- يذكر عدة آيات يجمعها ثم يبدأ في إعرابها ناقلا عن العلماء السابقين من علماء اللغة العربية.
- يذكر السورة هل هي مكية أو مدنية، ويذكر عدد آياتها.
- يتميز بنقل وافر من كلام العلماء، ثم الموازنة بينها وترجيح ما يراه راجحا.

## أهمية الكتاب ومكانته
تنبع أهمية الكتاب ومكانته من كون مؤلفه أحد أعلام اللغة العربية، كما يتميز الكتاب بوجود الأقوال والقراءات المتعددة في الآية الواحدة، وإن كان هذا ليس منهجاً شاملاً في كل الكتاب، إلا أنها تظل مزية كبيرة له، باعتباره جامعاً بين القراءات واللغة العربية، وهذا عائد إلى اهتمام المؤلف بمجال اللغة بشكل عام.

## طبعات وتحقيق الكتاب
إعراب القرآن لابن سيده من الكتب التي لم تخدم من حيث التحقيق والطبع، بيد أنه متوفر في المكتبة الشاملة الذهبية

## وصلات خارجية
- كتاب: إعراب القرآن
- تحميل كتاب إعراب القرآن وبيانه
- إعراب القرآن لابن سيده